# たなかてつお
たなか てつお （1948年12月18日 - ）は、日本の漫画家。北海道山越郡八雲町（現：二海郡八雲町）出身。本名：田仲哲雄、別名：田仲てつお。
元自衛隊員。自衛隊退職後に航空会社にパイロットとして就職し、調布飛行場にある出版社の編集者と知り合ったことから図鑑用の飛行機のイラストを描くようになり、その縁で漫画家となる。デビュー作『飛んでけ!エアロ』を執筆していた当時はまだ、パイロットを務めていたという。

## 作品リスト
- 飛んでけ!エアロ（小学館 月刊コロコロコミック 1980年1月号、4月号-7月号）
- ジェッターウルフ（小学館 月刊コロコロコミック 1980年9月号-1981年3月号）
- 爆走!ローラーボーイ（小学館 月刊コロコロコミック 1981年7月号）
- スーパーアクロー（小学館 月刊コロコロコミック 1982年7月号）
- コンバット弾（小学館 別冊コロコロコミック 1983年5月号-1984年8月号）
- ミニ四トップ（小学館 小学三年生・小学四年生　1989年-1991年、小学五年生 1988年-1990年、小学六年生 1988年-1991年）
- アタック一番（小学館 小学二年生 1983年-1984年）
- サッカー少年ムサシ（小学館 小学二年生 小学三年生 1985年）
- 爆走RCカーF1ボーイ（小学館 月刊コロコロコミック 1991年5月号-12月号）
- スーパーファミコンボーイ蛮（小学館 小学三年生 1991年）
- マンガ・パイロットになろう（酣燈社）
- マンガ・ヘリコプターの操縦（酣燈社）
- 恐竜戦隊ジュウレンジャー（小学館 てれびくん 1992年）
- 仮面ライダークウガ（小学館 てれびくん 2000年-2001年）
- 歴史を作った航空人列伝（J-Wing）
- 怨空の震電（i-マンガ 2010年）
- 決戦！幻の翼（学研・歴史群像コミックス2012年）
- 不屈の大空・飛翔編（学研・歴史群像コミックス2013年）
- 不屈の大空・激闘編（学研・歴史群像コミックス2013年）
- 航空特攻大作戦（学研・歴史群像コミックス・合作2013年）